# Arménien classique
L'arménien classique ou ancien, encore appelé grabar ou krapar (գրաբար, « littéraire ») est une langue morte appartenant à la famille des langues indo-européennes. Elle fut la langue écrite des Arméniens à partir de la création de l'alphabet arménien par Mesrop Machtots vers l'an 405 jusqu'à une période assez mal définie, que l'on situe à la perte d'indépendance des royaumes arméniens, au cours de la première moitié du XIe siècle. Cette langue demeura dans les milieux les plus lettrés et les plus traditionalistes la langue littéraire jusqu'au XIXe siècle. Bien qu'elle ne soit guère utilisée, elle est cependant encore la langue liturgique de l'Église apostolique arménienne et est très étudiée par les linguistes, en raison des importants archaïsmes indo-européens qu'elle comprend et par les historiens, du fait de la richesse des manuscrits arméniens (outre la valeur des œuvres des textes issus d'auteurs arméniens, beaucoup d'écrits originellement en grec ou en syriaque n'ont été conservés que par l'intermédiaire de l'arménien).

## Perspectives historiques

### Origines
L'arménien ancien (ou langue grabar) est une langue indo-européenne. Selon une hypothèse aujourd'hui rejetée par les linguistes, les Arméniens auraient fait partie des peuples thraco-illyriens. Depuis les travaux d'Antoine Meillet sur la grammaire comparée des langues indo-européennes et de Hans Krahe sur les substrats paléo-balkaniques, le rattachement de l'arménien aux langues thraco-illyriennes est à exclure. L'hypothèse thraco-illyrienne se réduit aujourd'hui à une parenté possible et vraisemblable entre l'illyrien, le messapien et l'albanais.
Quant aux relations de l'arménien avec les autres langues indo-européennes, presque tous les emprunts lexicaux de l'arménien ancien proviennent du vieux-perse. Certaines de ses caractéristiques grammaticales comme la tendance agglutinante (par opposition aux tendances fusionnelles des autres langues indo-européennes) proviendrait d'un substrat local enraciné dans la région avant son occupation par les Arméniens.
D'une façon plus générale, les linguistes s'accordent pour trouver à l'arménien ancien d'assez nombreuses caractéristiques communes avec le grec ancien et, nettement moins, avec l'albanais. Un courant de pensée fort amorcé par Holger Perdersen et Antoine Meillet verrait l'arménien comme membre d'un nouvel ensemble gréco-arménien des langues indo-européennes. Une tentative de rattacher l'arménien aux langues anatoliennes est restée sans écho. La position à laquelle souscrivent néanmoins une majorité de linguistes est que l'arménien n'appartient à aucun autre rameau de l'indo-européen qu'au sien propre, lequel ne comporte guère que les différentes formes dialectales de l'arménien.

### Mesrop Machtots et la création de l'alphabet
L'histoire de la langue grabar débuta véritablement avec Mesrop Machtots, l'inventeur de l'alphabet arménien vers 405 ap. J.-C. En effet, bien que les Arméniens et leur langue soient anciens (les Arméniens s'installèrent sur le haut-plateau arménien vers le VIe siècle av. J.-C.), celle-ci était alors exclusivement orale. L'écriture n'était pas ignorée d'eux, mais on employait alors le grec ou le syriaque (l'araméen).

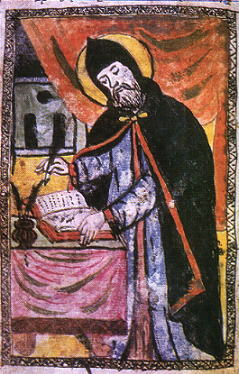
Mesrop Machtots écrivant, tel qu'il est représenté dans un manuscrit daté de 1776.

À cette époque, alors que les rivalités entre l'Empire romain chrétien et la Perse sassanide zoroastrienne ne cessaient de s'exacerber, il parut nécessaire que le royaume tampon entre les deux empires que constituait le royaume d'Arménie, alors sous tutelle perse, s'affranchît de l'influence politique, culturelle et religieuse grecque. La création de l'alphabet arménien répondait à cette nécessité. Les noms de trois hommes ont été associés par la postérité et l'historiographie arménienne à la création de l'alphabet arménien : Mesrop Machtots, bien sûr, mais aussi le patriarche de l'époque, Sahak Ier le Parthe, et le roi Vram Châhpouh (392-414). Il existait cependant un précédent : un alphabet avait en effet déjà été conçu par un évêque syriaque dénommé Daniel, mais celui-ci n'était qu'un outil imparfait pour transcrire la langue arménienne. Machtots se rendit alors pour un voyage d'étude en Osroène (nord de la Syrie, lieu qui n'était donc pas à proprement parler un foyer de la culture helléniste) : à Amida (Diyarbakır), Édesse et Samosate. À son retour, il proposa un système nouveau (quoique lointainement inspiré du grec), un alphabet phonétique qui serait l'arme de la prise d'indépendance culturelle de l'Arménie qui, ironie de l'Histoire, coïncida à quelques années près avec la perte de son indépendance politique (428). Les premières lignes écrites au moyen de l'alphabet arménien furent les Proverbes de Salomon copiés à Samosate avec l'aide du calligraphe Ruffin. Il s'agissait plus là d'un exercice que du véritable début du travail colossal de traduction qui allait s'ensuivre.
Dès lors, Machtots, revenu à Vagharchapat, capitale de l'Arménie de l'époque, entreprit de diffuser son alphabet : son manuscrit fut reproduit par deux de ses disciples, Hovhan et Hovsep' qui eux-mêmes le firent recopier par leurs élèves. Le premier dessein était de produire une version arménienne de la Bible : l'ouvrage saint constitua ainsi le premier véritable travail de traduction en langue arménienne effectué par Machtots et ses disciples, les saints traducteurs. Le nouvel alphabet fut ensuite diffusé dans tous les territoires de culture arménienne, ceux sous la domination de l'Empire romain inclus.
La langue littéraire était-elle la langue vernaculaire de tous les Arméniens ? Il n'y a guère d'hésitation à prêter aux Arméniens de la fin de l'Antiquité une certaine variété de dialectes, d'abord parce qu'on sait qu'il en était ainsi au cours du Moyen Âge ; ensuite en raison de la géographie du pays, montagneux et enneigé l'hiver : les vallées isolées avaient de fortes dispositions à être le foyer de langues distinctes ; enfin parce qu'un auteur, Fauste de Byzance, au Ve siècle, présente des indices attestant cette hypothèse. Faute de preuve positive, il n'y a toutefois guère de consensus entre les spécialistes.

### Âge d'or de la littérature arménienne
Très tôt, la littérature arménienne devint florissante. La très grande maturité de la langue est troublante, quelques années seulement après que Machtots eût inventé son alphabet, à tel point que certains savants ont suggéré qu'un premier alphabet perdu ait précédé celui-là. Cette proposition ne se fondant sur aucune preuve formelle, et il semble qu'il ne faut voir là qu'une nouvelle preuve de la vigueur dont peut se prévaloir une culture seulement basée sur l'oralité. 
Les premiers artisans de cet âge d'or de la littérature arménienne furent, naturellement, Machtots et ses disciples. Ces derniers furent divisés par lui en deux groupes, l'un chargé de traduire les Pères de l'Église depuis le grec, l'autre depuis le syriaque. Les scribes arméniens entreprirent ainsi de traduire nombre d'écrits religieux, mais aussi des textes profanes, ouvrages de philosophie et de science issus, pour la plupart, d'auteurs grecs. Nombreux sont les textes tels les Chroniques d'Eusèbe de Césarée, dont les originaux furent écrits par des auteurs non-arméniens et qui ne sont restés que par leur traduction en langue arménienne. Ce fut à cette époque qu'une élite intellectuelle arménienne se forma, laquelle allait devenir capable de prendre part aux querelles de dogmes que connut l'Empire romain dans les premiers siècles du Moyen Âge, et à rejeter en connaissance de cause le chalcédonisme. La création d'une langue littéraire et propre à exprimer des abstractions complexes n'est donc pas sans conséquence pour le destin des peuples.
Cette rupture religieuse avec les Grecs (qui fut dans les faits plus progressive que ces dernières lignes laissent à penser, du fait même de l'extrême subtilité des querelles qui séparaient les deux Églises) signifie également la rupture entre les intellectuels arméniens et l'hellénisme pratiqué à Athènes et à Constantinople. Dès lors, une production littéraire originale se développa en Arménie, la scolastique arménienne allait éclore. 
Dès les premières années du Ve siècle, plusieurs écrits originaux avaient été rédigés, comme la Vie de saint Grégoire du patriarche Sahak (perdue dans sa version originale), De la réfutation des hérésies du philosophe-théologien Eznik de Koghb, la Vie de Machtots par son disciple Korioun ou l'Histoire des Arméniens d'Agathange (qui fut suivie après la mort de son auteur par le Bouzadaran - Բուզադարան - dont l'identité de l'auteur n'est pas certaine). Enfin, ce panorama ne serait pas complet sans le nom du plus grand des auteurs arméniens, Moïse de Khorène, que la tradition rattache à ce même siècle mais qui vécut, selon certains historiens, au VIIIe siècle. Surtout connu pour ses écrits historiques, il fut fécond dans tous les domaines scientifiques et théologiques. 
Après une courte éclipse due aux invasions arabes, la littérature arménienne continua à s'épanouir à la faveur de la paix que ceux-ci avaient apporté aux frontières de l'Arménie en anéantissant l'Empire perse et en forçant l'Empire byzantin à se recentrer sur l'Asie mineure. L'apogée de la littérature arménienne en langue classique vint avec le renouveau de la royauté arménienne sous les Bagratides en Grande-Arménie et dans d'autres royaumes ou principautés arméniens indépendants (Vaspourakan et Tayk notamment). On peut citer à cette époque les noms de Grégoire de Narek qui a su extraire la langue arménienne classique de la liturgie pour l'ouvrir à la poésie arménienne médiévale, et il demeure le grand mystique avec son Livre des Lamentations, Grégoire Magistros (qui fut, pour l'essentiel, un traducteur d'ouvrages grecs), le catholicos Hovhannes (historien), Step’anos Asoghik (historien dont les écrits dépassent le cadre du Proche-Orient) ou encore Aristakès de Lastivert, témoin des drames que connut l'Arménie au cours du XIe siècle.

### Vers l'arménien moderne
Le XIe siècle fut en effet celui de changements profonds pour les Arméniens. Avec la décadence des Abbassides, l'équilibre des forces fut rompu en faveur de l'Empire byzantin qui parvint à imposer son autorité sur les différents royaumes arméniens (annexion du domaine bagratide en 1045). Un autre danger menaçait l'Arménie : les Turcs seldjoukides, venus de la steppe, qui avaient ranimé l'esprit du Djihad. En 1071, Alp Arslan et ses cavaliers écrasèrent l'armée byzantine à la Bataille de Mantzikert, sur le sol arménien précisément. Il s'ensuivit une importante migration des Arméniens vers le sud-ouest, vers la Cilicie où déjà de nombreuses familles s'étaient implantées comme colons pour le compte des Byzantins. Dès 1073, un nouvel État arménien y était fondé par Rouben Ier: la Petite-Arménie. Il devait s'y développer une nouvelle culture arménienne, comportant de nombreux emprunts aux Grecs, aux Syriaques et aussi aux Francs apparus dans les parages avec les Croisades. À cette époque, l'usage de l'arménien classique, sans précisément se perdre, était supplanté par celui des langues vernaculaires que chacun était à même de comprendre : c'est le temps de l'arménien moyen ou médiéval, avec Nersès IV Chnorhali ou Nersès le Gracieux.
Après la chute du royaume de Petite-Arménie sous les coups des Mamelouks, la culture arménienne connut une grave éclipse de plusieurs siècles. Quelques centres monastiques comme le monastère de Tatev continuèrent bien dans leur scriptorial à recopier les manuscrits, mais peu d'œuvres de qualité furent produites durant ces siècles de terreur, marqués par les guerres turco-persanes, tandis que fleurissait la Renaissance en Occident. 
La chute de Constantinople, celle des bastions génois de Crimée (tels Caffa où prospérait une très active communauté arménienne), puis la transformation du territoire arménien en un véritable champ de bataille où s'opposaient Turcs ottomans et Perses safavides avaient conduit beaucoup d'Arméniens sur les chemins de l'exil, constituant les premiers membres d'une diaspora arménienne promise à un long avenir. C'est dans ces communautés que se développa l'imprimerie (le premier livre imprimé en arménien, Urbatagirk, le fut à Venise en 1512 par Hakob Méghapart) qui parvint ensuite aux communautés de Constantinople et aussi de La Nouvelle-Djoulfa, près d'Ispahan. Par ailleurs, la controverse qui anima les théologiens arméniens au sujet de l'Union des Églises donna naissance dans les milieux les plus favorables à une forme latinisée de la langue grabar, afin de lui donner quelque caractère de catholicité. Ce fut l'abbé Mékhitar (fondateur d'une communauté religieuse sur l'Île Saint-Lazare à Venise vouée à la conservation et à la diffusion de la culture arménienne) qui mit fin à cette tendance excessive. À ce savant, initiateur de la Renaissance arménienne du XVIIIe siècle, la langue arménienne doit son premier dictionnaire complet, le Dictionnaire de la langue arménienne (Հայկազեան Բաղարան) publié en 1749, avant même les premiers dictionnaires d'anglais et d'allemand. 
Un ample mouvement de renaissance culturelle faisait en effet son apparition chez les Arméniens de la diaspora : à Venise, avec Mékhitar, mais aussi à Constantinople où l'on imprimait de nombreux ouvrages, ou encore aux Indes (à Madras surtout). Dans les territoires de l'Arménie historique (Grande-Arménie comme Cilicie), en revanche, l'âge d'or de jadis semblait à jamais révolu. 
À cette époque, la langue grabar était remplacée par les dialectes arméniens locaux ; de Marseille à Madras, il était vain d'espérer que la littérature arménienne revînt à l'unité qu'elle avait connue autrefois. C'est dans ce contexte qu'intervint Khatchatour Abovian (1809-1848). Originaire de la région d'Erevan (alors encore sous domination perse), Abovian étudia en Russie. Plus tard, il s'installera à Tbilissi et à Erevan à la faveur de la conquête russe. Abovian rénova entièrement l'achkharabar, l'arménien vernaculaire, et en fit une langue littéraire à part entière : l'arménien oriental. Un mouvement similaire s'accomplit également dans la partie demeurée ottomane de l'Arménie, où une nouvelle langue littéraire se créa à partir du dialecte parlé à Constantinople, connue sous le nom d'arménien occidental. Les écrivains et intellectuels contemporains, telle la romancière Serpouhi Dussap, adoptent cette langue verniculaire. En quelques décennies, le grabar était relégué à la littérature ecclésiastique et à la célébration de la messe, rôle qu'il tient encore dans les églises de la République d'Arménie.

## Différences de l'arménien moderne
Les quelques exemples fournis ci-après n'ont aucune prétention à l'exhaustivité, l'article n'ayant pas vocation à fournir un cours de grammaire complet. Il s'agit seulement de caractères remarquables de la langue grabar. Pour davantage de détails, consulter un des deux liens externes au bas de la page.

### L'alphabet
La langue grabar utilise le même alphabet que l'arménien moderne, sauf trois lettres qui ont été ajoutées ultérieurement (և, Օ  et Ֆ). En revanche, le grabar propose un système de digrammes qu'on ne retrouve que dans l'arménien moderne occidental : 
- աւ fait [o], aujourd'hui noté par ո ou օ, selon le cas ;
- եւ et իւ  font [iu], aujourd'hui noté par յու ;
- ոյ fait [ui], aujourd'hui noté par ույ ;
- եա fait [ia], aujourd'hui noté par յա.

### Verbe
La conjugaison de la langue grabar est, d'une manière générale, assez semblable à celle de l'arménien oriental : un locuteur actuel pourrait ne la trouver qu'archaïsante. Deux particularités surtout sont notables :
- l'existence de trois impératifs : l'un est dit prohibitif, toujours négatif, le deuxième s'emploie pour formuler un ordre et le troisième introduit une simple demande ;
- un système de suffixation du verbe plus complexe que dans l'arménien moderne. Ainsi, pour conjuguer un verbe à certains temps (passé simple, l'un des deux futurs et les impératifs à l'exception du prohibitif), il est nécessaire de lui adapter un suffixe entre la racine et la bonne terminaison. Par exemple, la première personne du singulier du passé simple de մոռանալ « oublier » : մոռ constitue la racine, ան le suffixe de l'infinitif, ալ la terminaison infinitive. on obtient : մոռացայ où աց constitue le nouveau suffixe, et այ la terminaison du verbe dans sa forme conjuguée. Dans d'autres cas, le verbe à l'infinitif ne dispose pas de suffixe et on doit en ajouter un, ou bien il en possède déjà un que l'on doit retirer sans le remplacer.

Autrement, les différences entre la conjugaison grabar et celle de l'achkharabar sont peu importantes, Comme pour le verbe խաղալ (jouer) au présent de l'indicatif : խաղամ, խաղաս, խաղայ , խաղամք, խաղայք, խաղան. Celui-ci est assez différent de son homologue de la langue moderne (խաղում եմ, etc.), mais est plutôt à comparer avec le subjonctif présent actuel qui est, lui, l'évolution directe de l'indicatif grabar par un curieux phénomène linguistique : խաղամ, խաղաս, խաղա , խաղանք, խաղաք, խաղան.

### Déclinaisons
Le grabar possède les mêmes cas de déclinaisons que l'arménien moderne : le nominatif, le génitif, le datif, l'accusatif, l'ablatif, l'instrumental et le locatif.
Les déclinaisons sont nettement plus complexes qu'en arménien moderne dans la mesure où de nombreux modèles de terminaisons existent (la ou les voyelles tenant lieu d'appellation au modèle de déclinaison sont celles marquant le génitif) : ի, ու, ո, ա, ի-ա, ո-ա (dans ces deux derniers cas le modèle correspondant à la première voyelle régit tous les cas du singulier sauf l'instrumental, la seconde tous les autres) sont les cas dits « extérieurs », c'est-à-dire que le cas de la déclinaison est marquée en fin de mot ; ե, ա, ի-ա  sont les déclinaisons « intérieures », insérés entre les deux dernières consonnes). Par exemple, le génitif de հաց (pain) est հացի : c'est une déclinaison en « ի extérieur ». En revanche, le génitif de աստղ (étoile) est աստեղ : c'est une déclinaison en « ե intérieur ».
Il est impossible de dire qu'un modèle est d'usage plus fréquent qu'un autre. 
On peut encore noter qu'ablatifs et locatifs se construisent avec la préposition ի placée avant le substantif (voir plus bas).

### Règles d'accords
En grabar, contrairement à l'arménien moderne, le pronom et l'adjectif qualificatif s'accordent le plus souvent en nombre et en cas (le genre n'existe pas) avec le substantif auquel ils se rapportent.
Par exemple dans le groupe nominal : « Այսր մարդոյ մեծի հաւգին » (« l'âme de ce grand homme »), Այս et մեծ (respectivement le pronom démonstratif et l'adjectif qualificatif) s'accordent avec le nom, մարդ, au génitif.

### Prépositions
Six prépositions dont le sens ne s'exprime que selon le cas auquel le substantif associé est décliné existent en langue grabar : ի, զ, ընդ, ըստ, ց et առ. Certaines ont subsisté en arménien moderne dans quelques constructions idiomatiques comme ի սրտէ qui signifie « du [fond du] cœur ». Par exemple, ընդ  associé à un datif signifie « avec » (il prend alors le sens d'un instrumental) : « Բարի ընդ քեզ », (« le bien avec/sûr toi »). Mais avec un ablatif, il signifie « par » : « երեխայն ընդ նմանէ սիրի » (« l'enfant aimé par lui »). 
Il existe une autre série de prépositions plus conventionnelles, mais les auteurs privilégient généralement les premières.

### Nombres
Plus anecdotique, mais assez singulier est le « nombre des nombres ». Selon la règle exposée plus haut, le nombre se décline dans la phrase avec le nom auquel il est associé. Lorsque celui-ci est décliné, il peut aussi bien être l'objet d'une forme plurielle que d'une forme singulière. Ainsi, 1 n'est qu'au singulier. 2, 3, 4 et 5 n'existent qu'au pluriel seulement. Au-delà, le locuteur peut choisir entre le singulier et le pluriel, selon son gré (il y a en fait, théoriquement, une subtile nuance entre les deux formes) mais toujours en accord avec le substantif, en nombre et en cas. Il est de la sorte tout aussi possible de dire (au génitif) : « վեցի ձիոյ » (« de six cheval », mot à mot) ou « վեցից ձիոց » (« de six-s chevaux », toujours mot à mot).